# Palau Genovese
El Palau Genovese és un palau de Venècia, situat al barri de Dorsoduro (173) i amb vistes al Gran Canal, a pocs metres de la basílica de Santa Maria della Salute. La façana posterior dona a l'abadia de Sant Gregori .

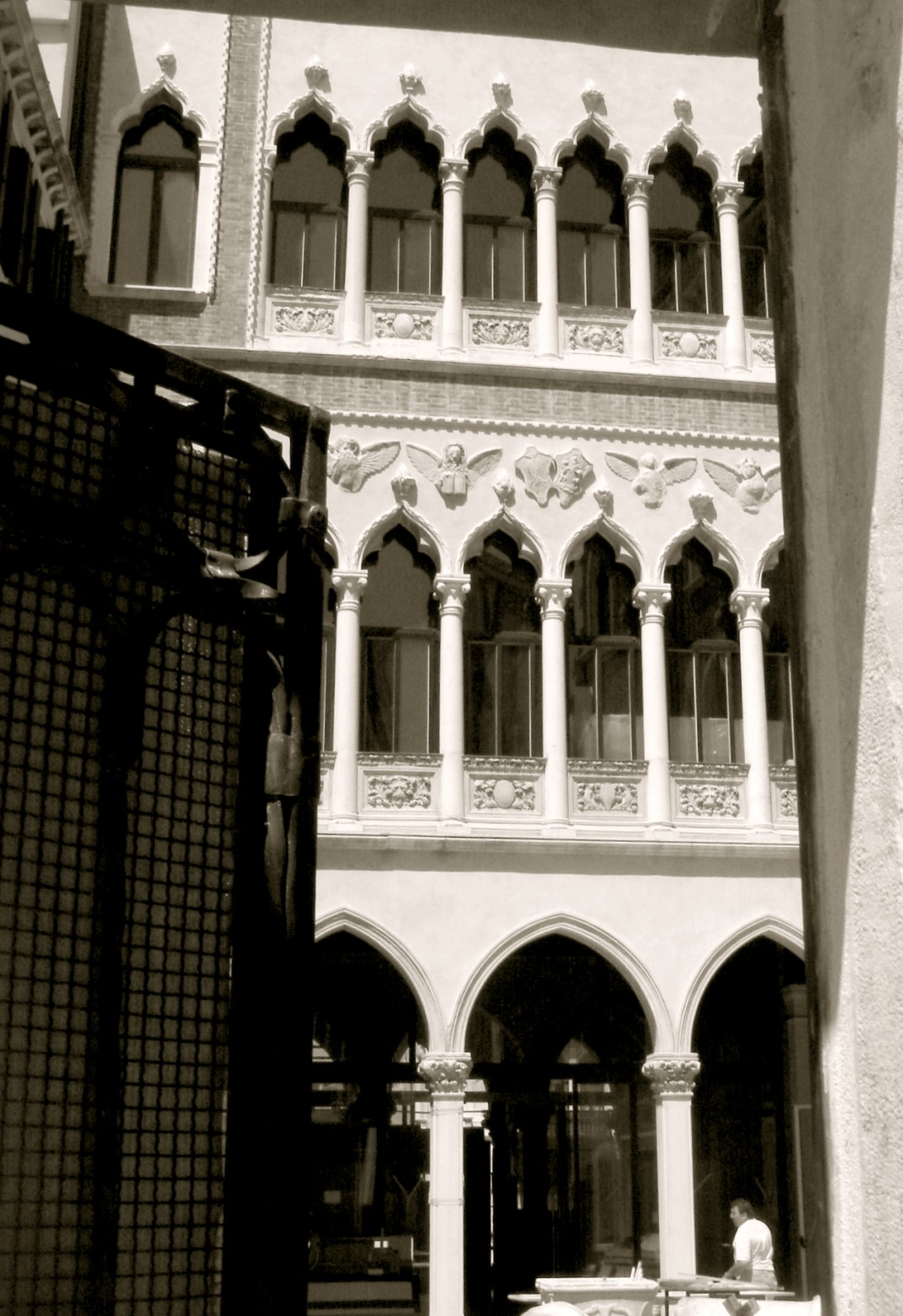
Palau Genovese, façana posterior

## Història
El palau va ser construït el 1892, dissenyat per l'arquitecte Edoardo Trigomi Mattei, com a residència veneciana de la família Genovesa. Més tard va ser comprada per James Cook, un noble anglès. Després d'això es va revendre diverses vegades.
Després d'un llarg període de decadència durant la segona meitat del segle XX, el 2009 es va completar una important restauració, amb la seva conversió en un hotel de luxe.
Durant aquesta darrera restauració, es van descobrir alguns elements de valor arqueològic: a més de les restes del monestir de Sant Gregori, es van trobar les d'estructures d'habitatge de fusta que daten del segle IX i d'un edifici de pedra del segle VII.

## Descripció
L'estil arquitectònic d'aquest imponent edifici és un exemple del neogòtic venecià: de fet, els trets estilístics que Trigomi Mattei va prendre del Palau Cavalli-Franchetti són clars.
Està distribuïda en tres plantes amb la façana al Gran Canal dissenyada simètricament: cada planta té quatre finestres gòtiques d'una sola obertura a cada costat, en un marc de pedra. Centralment, a la planta baixa, tres portals ogivals aparellats donen a l'aigua, mentre que a les dues plantes principals se superposen dues finestres de sis llums amb parapets. El motiu de les finestres és una referència clàssica al del primer pis del Palau Ducal.
La façana posterior de l'edifici, visible des de la petita plaça de l'abadia, on dona a un pati amb un pou tancat per murs, reprodueix la mateixa distribució que la principal, tot i que amb més obertures sense ornaments, decorada només a la primera planta amb baixos relleus.